# Flesh for the Beast
Flesh for the Beast és una pel·lícula estatunidenca dirigida per Terry West, estrenada el 2003. El rodatge es desenvolupà a Yonkers entre el mes d'abril al mes de maig de 2003. Rebé el premi de la millor pel·lícula i dels millors efectes especials, en el New York City Horror Film Festival el 2003.

## Argument
Un estrany solitari, John Stoker, convida un equip d'experts en fenòmens paranormals a casa seva que suposadament està encantada. Però, lluny de fer fora els fantasmes, les experiències pseudocientífiques de l'alegre banda desperten algunes dones atractives ben decidides a alimentar-se de carn fresca.

## Repartiment
El repartiment de la pel·lícula va ser el següent:
- Jane Scarlett: Erin Cooper
- Sergio Jones: John Stoker
- Clark Beasley Jr.: Ted Sturgeon
- Jim Coope: Jack Ketchum
- David Runco: Joseph Monks
- Aaron Clayton: Douglas Clegg
- Michael Sinterniklaas: Martin Shelly
- Caroline Hoermann: Pauline
- Ruby Larocca: Cassandra
- Barbara Joyce: Irene
- Kevin G. Shinnick: Jimmy / un zombi
- Caroline Munro: Carla la gitana
- Aldo Sambrell: Alfred Fischer